# Лиственский стан
Лиственский стан — историческая административно-территориальная единица Владимирского уезда Замосковного края Московского царства.
Располагался между верховьями рек Гусь и Судогды, в пределах позже образованного на этой территории Судогодского уезда Владимирской губернии Российской империи. Происхождение названия неясно. В начале XX века ещё существовал погост Воскресенский в селе Листвено Судогодского уезда.
В 1715 году на территории стана отмечался погост Дубенки, а нём церковь Параскеи Пятницы.

## Населённые места стана в 1637—1648 годах[4]
- Аникеевская — пустошь
- Арефино — пустошь
- Бабичево — пустошь
- Баршина (Варшина) — деревня
- Башарихин — починок
- Безгачев — починок
- Березник — починок
- Борисово (Шушерино тож) — пустошь
- Василевская — пустошь
- Вашутино — деревня
- Веловская (Еловская) — пустошь
- Веретин — починок
- Воиновский — починок
- Ворбоулин — починок
- Вороново — пустошь
- Гаврильцево — пустошь
- Галина — пустошь
- Глухарицы — деревня
- Горки — пустошь
- Городица — пустошь
- Городище — пустошь
- Гридинское (Гридино) — сельцо
- Грядино — пустошь
- Губинская — пустошь
- Даниловка — пустошь
- Денисово — пустошь
- Деревягино — пустошь
- Дмитриевская — пустошь
- Доровинкино — пустошь
- Дубасово — пустошь
- Дуплево — пустошь
- Еленская — деревня
- Елпатово — пустошь
- Есюхинская — пустошь
- Жданово (на правом берегу реки Большая Ванчуга) — пустошь
- Жилино — пустошь
- Жукино — пустошь
- Загусье — пустошь
- Залубецкий — починок
- Захаровская (Захарова тож, на левом берегу пеки Войменга) — пустошь
- Зиновьево — пустошь, позже деревня
- Ильино — пустошь
- Кислово — пустошь
- Кишкино — пустошь
- Кляпово — пустошь
- Коковин — починок
- Колодино — пустошь
- Колошино (на правом берегу реки Войменга у истока ручья Ерянинского) — пустошь
- Колупашин — починок
- Красная — пустошь
- Крестец — починок
- Крутеца (Никитино тож, Заястребье) — пустошь
- Кузьмин — починок
- Кузьмино (на правом берегу реки Войманга) — пустошь
- Лаптево — пустошь
- Ларинская — сельцо
- Ларинская (Лобаново тож) — деревня
- Ларюшево (Рамешки тож) — починок
- Левонтьево — деревня
- Лопазец — починок
- Лукино (Сукино тож) — пустошь
- Лыхин — починок
- Максимовский — починок
- Марфино — починок
- Менщиков — починок
- Микулино — деревня
- Митинская — деревня
- Митрошкино — пустошь
- Михалево — пустошь
- Молчаново — пустошь
- Назимово — пустошь
- Наумовская — пустошь
- Неклюдово — пустошь
- Некрасовская (Ларионово тож) — пустошь
- Нестерова (Кривые Колпаки тож) — пустошь
- Никитина — пустошь
- Никольска — пустошь
- Новая (на обоих берегах реки Лисянихи) — деревня
- Новцов — починок
- Носково — починок
- Обутурово — пустошь
- Одинцово — пустошь
- Олтюшево (или Олтушево) — пустошь
- Онопино — пустошь
- Опокино — пустошь
- Опучкино (Жары тож) — сельцо
- Петряево (Моругово тож, Моругино) — деревня
- Павликово (по обеим берегам реки Побойки) — пустошь
- Перфильцев — починок
- Плукино — пустошь
- Подболотье — деревня
- Помопаево — пустошь
- Поповичи — деревня
- Починки (Потаповская тож, Потапово) — деревня
- Протасово — починок
- Пупков — починок
- Розсомахина (Арсамаки) — деревня
- Реброво — пустошь
- Реброво — пустошь
- Редькино — пустошь
- Рог — пустошь
- Родивонцево — пустошь
- Руково — пустошь
- Рупчиково — пустошь, позже деревня
- Савкино — пустошь
- Санинская — пустошь
- Сапино — пустошь
- Сафоново — пустошь
- Селище Ясенево — пустошь
- Семгино — пустошь
- Сидоровская — пустошь
- Синково — пустошь
- Скорняково — пустошь
- Смеловская — пустошь
- Спиридоново — пустошь
- Спудево — пустошь
- Стеблово — пустошь
- Степановская (Степаново) — деревня
- Струково — пустошь
- Суковатово (Ерпелово тож) — пустошь
- Счеридино — пустошь
- Татариново — пустошь
- Твердилово — деревня
- Теперский — починок
- Тименская — пустошь
- Тименский — починок
- Уварово — пустошь
- Федкино — пустошь
- Федоровская — пустошь
- Федосьев погост
- Фроловская (Кондрухино тож) — пустошь
- Цыпуново — починок
- Черникино — пустошь
- Чистино — пустошь
- Чурилово — пустошь
- Швалев — починок
- Шестовка большая — пустошь
- Шестовка малая — пустошь
- Якимово — пустошь
- Яковлевская — пустошь

## Населённые места стана в 1710—1745 годах[5]
- Аникиевская — пустошь
- Арсамаки — деревня
- Арсамакино
- Борзыня — деревня
- Буткевская — деревня
- Васюковская — деревня
- Воиновский — пустошь
- Горки — пустошь
- Гридино — деревня
- Гридино — сельцо
- Гридинское — деревня
- Долгая — деревня
- Еловина — сельцо
- Елпатовская — пустошь
- Есюхинская — пустошь
- Жары — деревня
- Кузьмино — пустошь
- Ларинская — деревня
- Ларинская (Лобаново тож) — деревня
- Лобанова (в 1859 г. — д. Ларинская) — сельцо
- Максимовский — пустошь
- Микулино — сельцо
- Миснок (неразборчиво)
- Михайловская — деревня
- Моругино — деревня
- Мысино (в 1859 г. — Мызино) — деревня
- Наумовская — деревня
- Опокино — сельцо
- Опучкино (Жары тож) — сельцо
- Песково (в 1859 г. — д. Песочное) — сельцо
- Погост Дубенский/Дубеновский (Великомученицы Параскевы Пятницы, новопоселенные бобыли)
- Поповичи — деревня
- Потапово
- Потапово (позднее — д. Починки) — деревня
- Починки — пустошь
- Храм на Судогде